# Ogród angielski

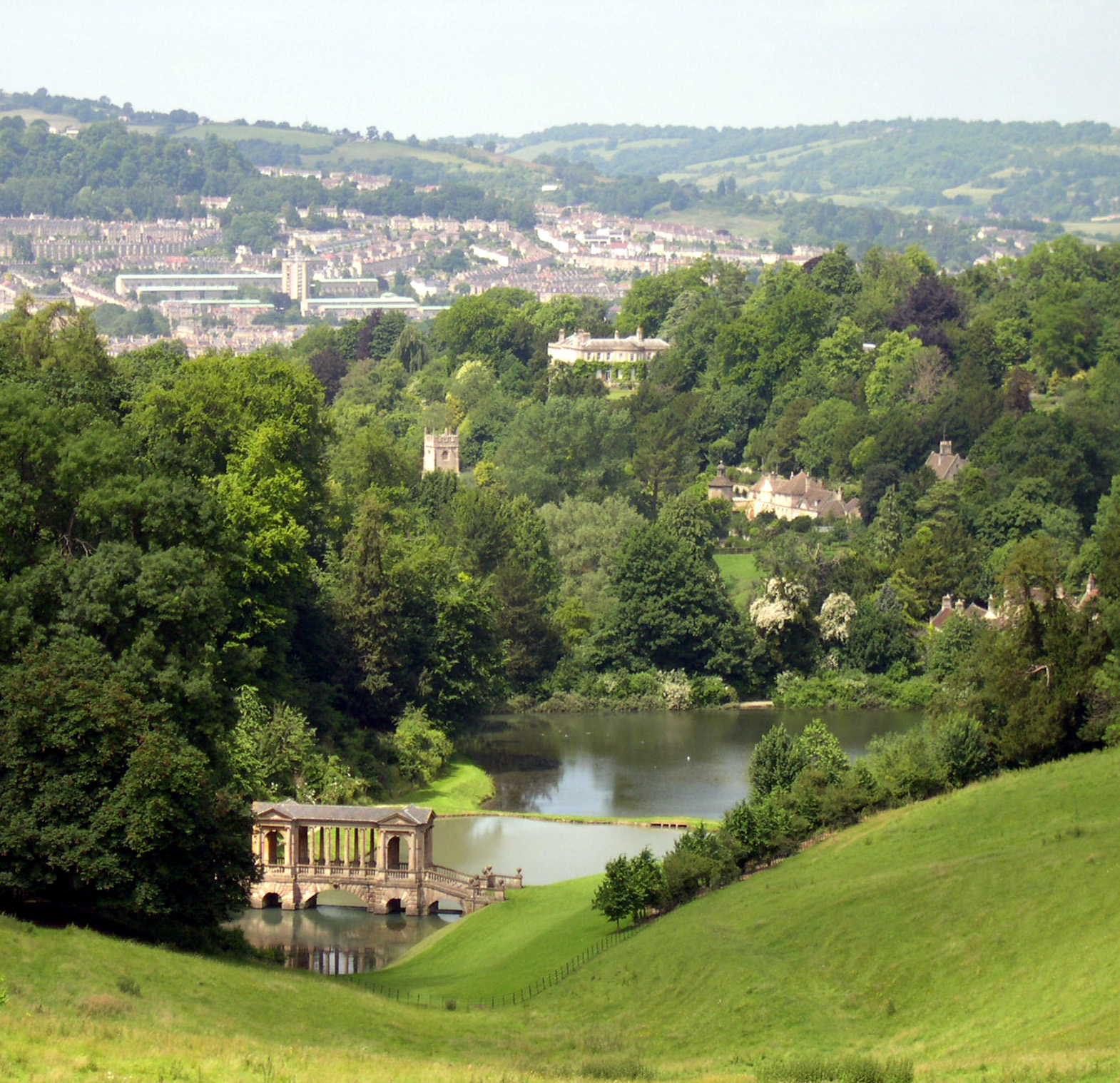
Prior Park Landscape Garden

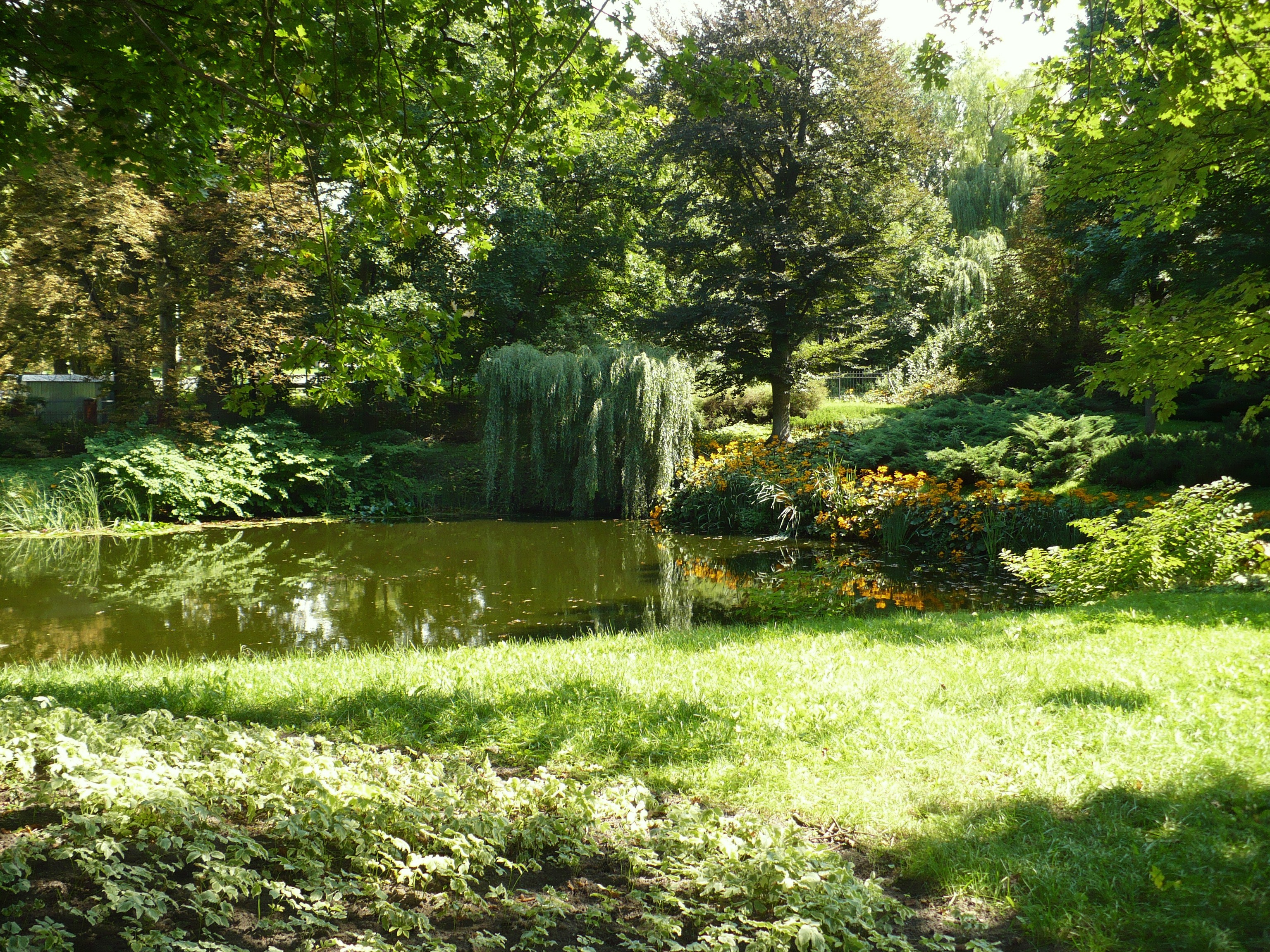
Park angielski w Ostromecku

Ogród angielski – popularny od XVIII w. typ ogrodu, zrywający ze sztucznością i rygorami ogrodów barokowych (np. ogrodów francuskich), nawiązujący do naturalnych ogrodów krajobrazowych. W ogrodzie angielskim dominującymi wartościami są: swoboda, romantyzm oraz naturalność.